# Våxtorp
Våxtorp – miejscowość (tätort) w Szwecji, w regionie administracyjnym (län) Halland, w gminie Laholm.
Według danych Szwedzkiego Urzędu Statystycznego liczba ludności wyniosła: 987 (31 grudnia 2015), 1004 (31 grudnia 2018) i 1009 (31 grudnia 2019).